# 日本中央競馬会法
日本中央競馬会法（にほんちゅうおうけいばかいほう、昭和29年7月1日法律第205号）は、日本中央競馬会（JRA）の組織と運営に関する法律である。
1954年7月1日に公布された。農林水産省畜産局競馬監督課が所管し、財務省主計局農林水産係担当主計官職、理財局国庫課および厚生労働省社会・援護局総務課と連携して執行にあたる。

## 概要
この法律は競馬法第1条の2に基づいて、競馬（中央競馬）を行う特殊法人として1954年（昭和29年）9月16日に設立された日本中央競馬会（以下、JRA）の組織と運営について定めたものである。JRAはこの法律に基づいて運営されなければならず、定款や規約の変更の際など農林水産大臣に強い監督権限を与えている。
また、「日本中央競馬会」という名称や類似する名称は、この法律で定める者以外は用いてはならないことになっている。
その他、JRAは馬券の売上げ（返還金を除く）の10%及び剰余金の50%を国庫に納付しなければならず、納付された費用は畜産振興事業等や民間の社会福祉事業の振興に充当すべきことなどが定められている。そのため、JRAは業務遂行にあたり財務省および厚生労働省と連携することが義務付けられている。